# Pomadasys hasta
Cá sạo (Danh pháp khoa học: Pomadasys hasta) là một loài cá biển trong họ Haemulidae phân bố ở Đông châu Phi, Hồng Hải, Madagasca, Andaman, châu Đại Dương, Ấn Độ Dương Philippin, Inđônêxia, Trung Quốc, Nhật Bản, Việt Nam. Tên gọi thị trường Úc: Grunter bream, Javelin fish, Small-spotted javelin fish, Spotted javelin fish, Blotched javelin-fish. Tên thường gọi tiếng Anh: Lined silver grunt, Silver grunt 

## Đặc điểm
Thân hình thoi dài, dẹp bên, viền lưng cong đều, viền bụng gần như thẳng. Đầu dẹp bên, mép sau xương nắp mang trớc có răng cửa. Kích cỡ 200–350 mm. Chiều dài thân bằng 2,7-3,2 lần chiều cao thân và bằng 2,5 - 2,9 lần chiều dài đầu. Mắt to, tròn. Miệng hơi xiên, hàm dưới ngắn hơn hàm trên. Răng nhọn, khoẻ, mọc thành đai rộng trên hai hàm. Xương lá mía và xương khẩu cái không có răng. Khe mang rộng, màng nắp mang không liền với ức, lược mang ngắn, đều đặn, nhỏ.
Toàn thân trừ phần mõm đều phủ vảy lược lớn. Gốc vây hậu môn và vây đuôi phủ vảy. Vây lưng dài. Gai cứng thứ hai của vây hậu môn dài, khỏe. Vây đuôi rộng, mép sau lõm. Toàn thân màu trắng đục pha vàng nâu. Bên thân có 7 - 8 vân đen, dài, đứt đoạn, chạy ngang từ viền vây lưng đến giữa thân. Góc trên xương nắp mang có một vết đen lớn. Phần gai vây lưng có 3 hàng chấm tròn màu đen, phần tia mềm cũng có 3 hàng chấm tròn màu nâu đen. Các vây khác màu nhạt. 